# Henry Bradley Plant

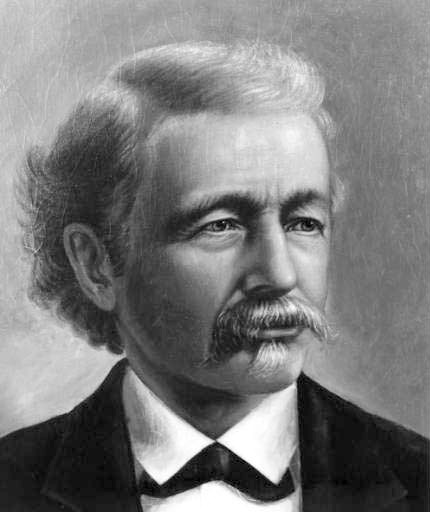
Henry Bradley Plant

Henry Bradley Plant (* 27. Oktober 1819 in Branford, Connecticut; † 23. Juni 1899) war ein US-amerikanischer Eisenbahnmagnat und Pionier der touristischen Erschließung des westlichen Florida. Sein Lebenswerk war das sogenannte Plant System.
Plant stand von seiner Familie her das Studium an einer angesehenen Universität offen, er entschied sich jedoch dafür, sich in der Transportindustrie von der Pike an hinauf zu arbeiten. Plant erwies sich insbesondere als erfolgreich bei der Organisation von Paketexpressdiensten und erreichte in relativ jugendlichem Alter führende Angestelltenpositionen. Aufgrund ihrer schwachen Gesundheit wurde 1853 Plants Gattin Elizabeth empfohlen, sich vornehmlich im Süden aufzuhalten, daher ließ er sich von seinem Arbeitgeber Adams Express Company die Verantwortung für die Gebiete südlich von Potomac- und Ohio-River zuweisen. Seine erste Frau starb im Februar 1861, und 1873 heiratete er Margaret Josephine Loughman, die Tochter von Martin Loughman aus New York City, mit der er zwei Söhne hatte, von denen ihn einer zusammen mit seiner Mutter überlebte. Seine Geschäftstätigkeit in den Südstaaten führte dazu, dass er sich ab den 1870er Jahren für das darniederliegende Eisenbahnwesen in den im Sezessionskrieg besiegten Bundesstaaten interessierte. Er begann, bankrotte Linien billig aufzukaufen und schuf sich ein Eisenbahnnetz, das als Plant System bekannt wurde. Plant förderte auch den Tourismus in den Westlichen Küstengebieten des Bundesstaats Florida durch den Bau von Eisenbahnhotels, ähnlich wie das Henry Morrison Flagler etwa gleichzeitig an der Ostküste Floridas tat. Plants 1891 errichtetes Tampa Bay Hotel mit seinen 13 maurischen Türmen stellt hier eine Art Gegenstück zu Flaglers Ponce de Leon Hotel in St. Augustine dar. Seit 1933 beherbergt das heute unter Denkmalschutz stehende Gebäude die University of Tampa. Auch ein Henry B. Plant gewidmetes Museum ist darin untergebracht.
Die Stadt Plant City ist nach ihm benannt.